# 范保德
《范保德》（英語：Father to Son），是台灣導演蕭雅全所拍攝的第三部電影長片。該片入選2018年第47屆荷蘭鹿特丹國際影展「大銀幕獎」正式競賽片，並獲選為2018年台北電影節開幕片  ，於2018年8月17日在台灣上映。

## 劇情簡介
年屆60岁的范保德发现自己患有严重疾病後，決定放弃治疗，在儿子的陪同下前往日本寻找五十年前遗弃他的父亲。与此同时，与这段过去有关的一位香港年轻人来到台湾。两段未知之旅由此展开。

## 角色
| 角色          | 演員        |
| 范保德        | 黃仲崑      |
| 年輕范保德    | 莊凱勛      |
| 郭毓琴        | 王秀峰      |
| 年輕郭毓琴    |             |
| 范大齊        | 傅孟柏      |
| 范保德父      | 黃健瑋      |
| Newman        | 古斌        |
| 阿猴          | 龍劭華      |
| 阿弟          | 陳大天      |
| 莊素如        | 呂雪鳳      |
| 美月          | 賴佩霞      |
| Nico          | 陳向熙      |
| 莊素如母      | 梅芳        |
| 淺井英子      | 長谷川 稀世 |
| 簡正民        | 劉克襄      |
| 年輕簡正民    | 舒偉傑      |
| 秋寬          | 吳碧蓮      |
| 邱仔          | 張忠瑞      |
| 黃靜敏(Sarah) | 黃舒晴      |
| 黃文雄        | 林照雄      |
| Andy          | 王治平      |
| 會社社長      | 井上 肇     |
| 阿勝          | 蘇達        |
| 阿真          | 楊蕎安      |

## 獎項紀錄

### 第20屆台北電影獎
| 年份 | 獎項         | 得獎者         | 結果 |
| ---- | ------------ | -------------- | ---- |
| 2018 | 最佳導演     | 蕭雅全         | 獲獎 |
| 2018 | 最佳配樂     | 雷光夏、侯志堅 | 獲獎 |
| 2018 | 最佳美術設計 | 黃文英、王誌成 | 獲獎 |

### 第55屆金馬獎
| 年份 | 獎項             | 得獎者         | 結果 |
| ---- | ---------------- | -------------- | ---- |
| 2018 | 最佳新演員       | 傅孟柏         | 提名 |
| 2018 | 最佳原創電影音樂 | 雷光夏、侯志堅 | 提名 |
| 2018 | 最佳原創電影歌曲 | 雷光夏“深無情” | 提名 |
| 2018 | 最佳美術設計     | 黃文英、王誌成 | 提名 |
| 2018 | 最佳音效         | 郭禮杞         | 提名 |